# Negrevo
Negrevo (makedonsky Негрево) je vesnice v Severní Makedonii. Nachází se v opštině Pehčevo ve Východním regionu.

## Geografie
Vesnice se nachází v údolí Maleševska kotlina v horním povodní řeky Bregalnica, 3 km od města Pehčevo. Vesnice je hornatá a nachází se v nadmořské výšce 965 metrů.
Vesnice se rozkládá na ploše 19,7 km2. Orná půda zde zabírá 524 ha, pastviny tvoří 757 ha a lesy 473 ha.

## Historie
Na konci 19. století byla vesnice součástí Osmanské říše. Podle bulharského spisovatele a etnografa Vasila Kančova žilo v roce 1900 ve vesnici celkem 315 obyvatel, všichni se hlásili k makedonské národnosti a křesťanské víře.
Během 20. století byla vesnice součástí Jugoslávie, konkrétně Socialistické republiky Makedonie.

## Galerie

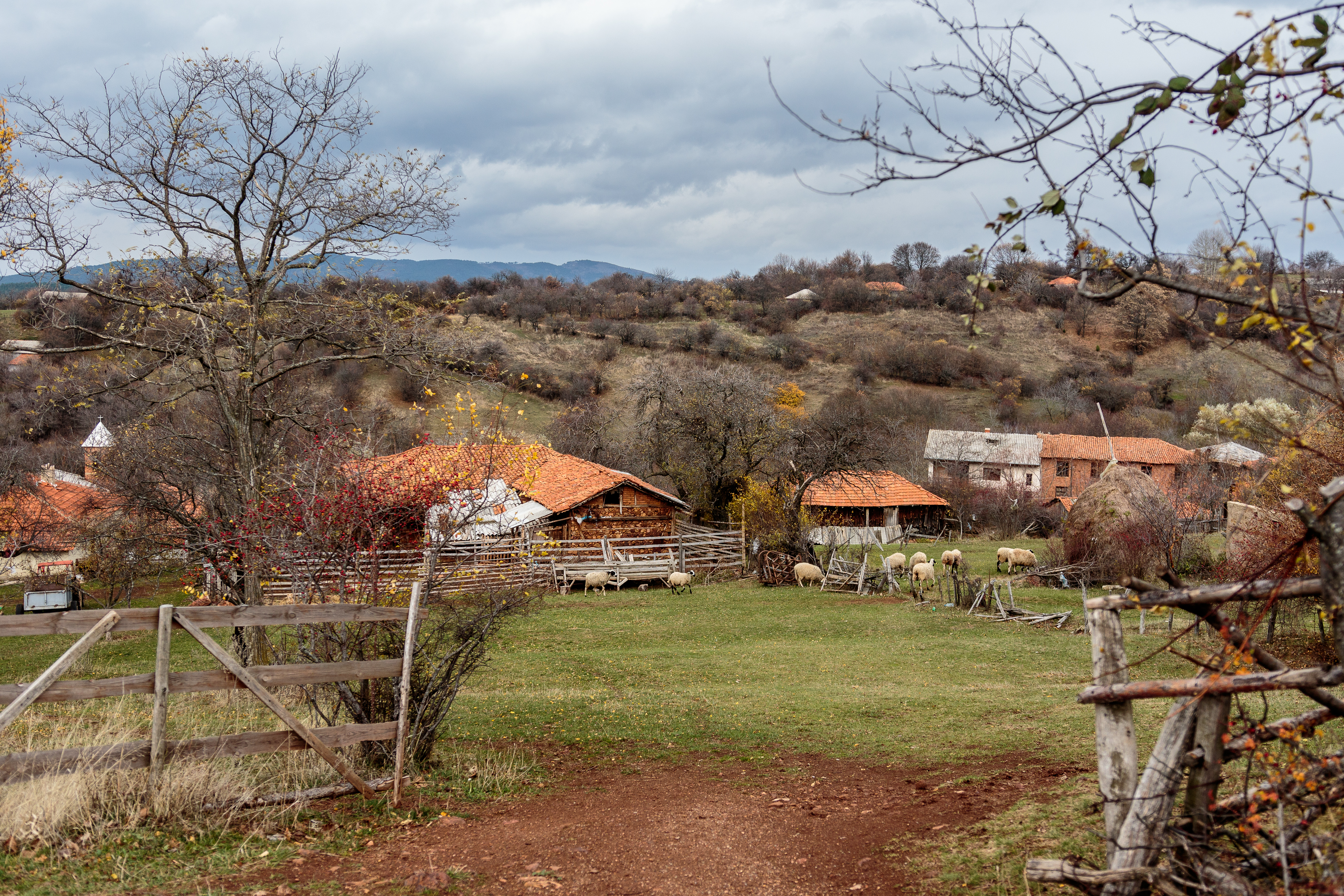
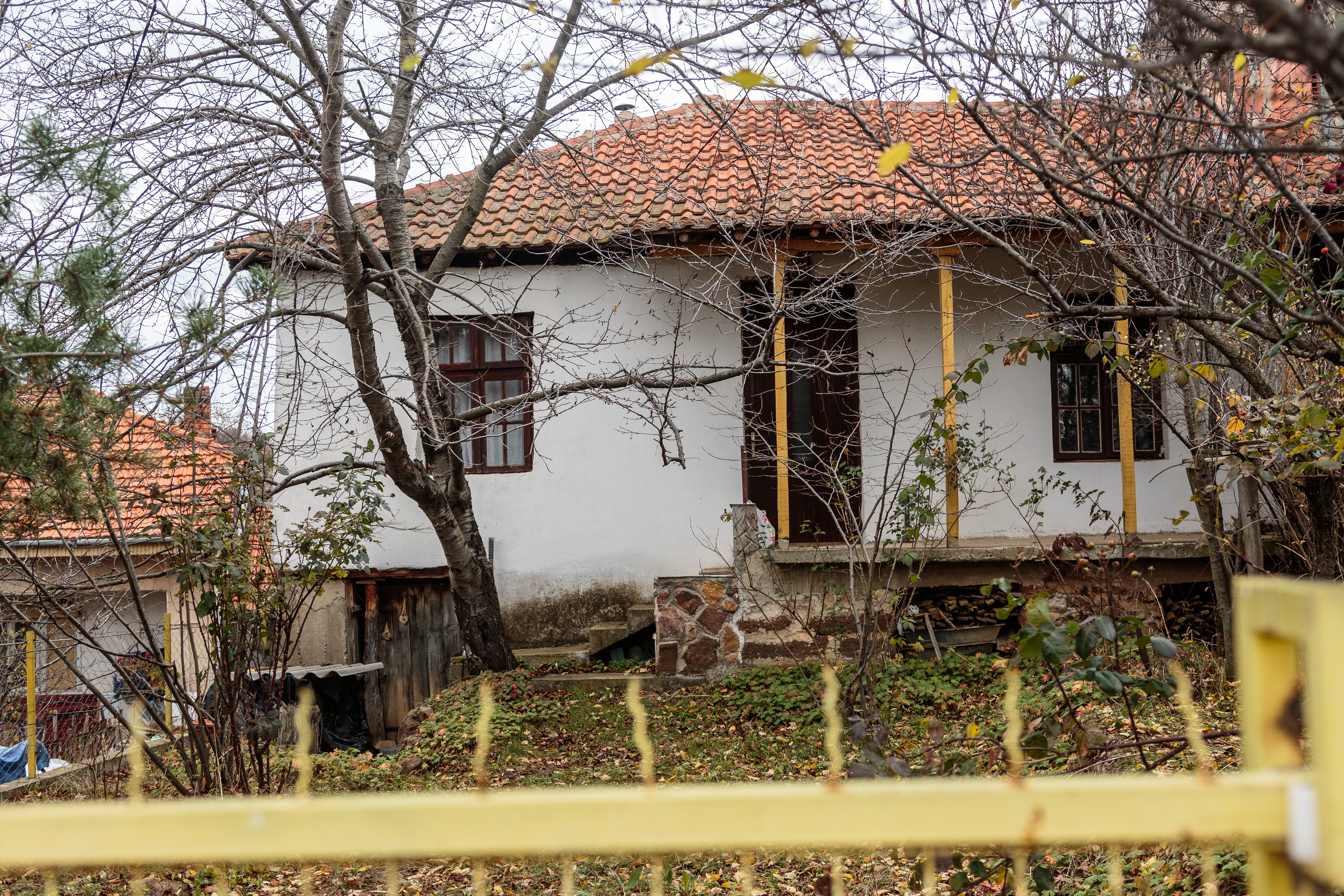
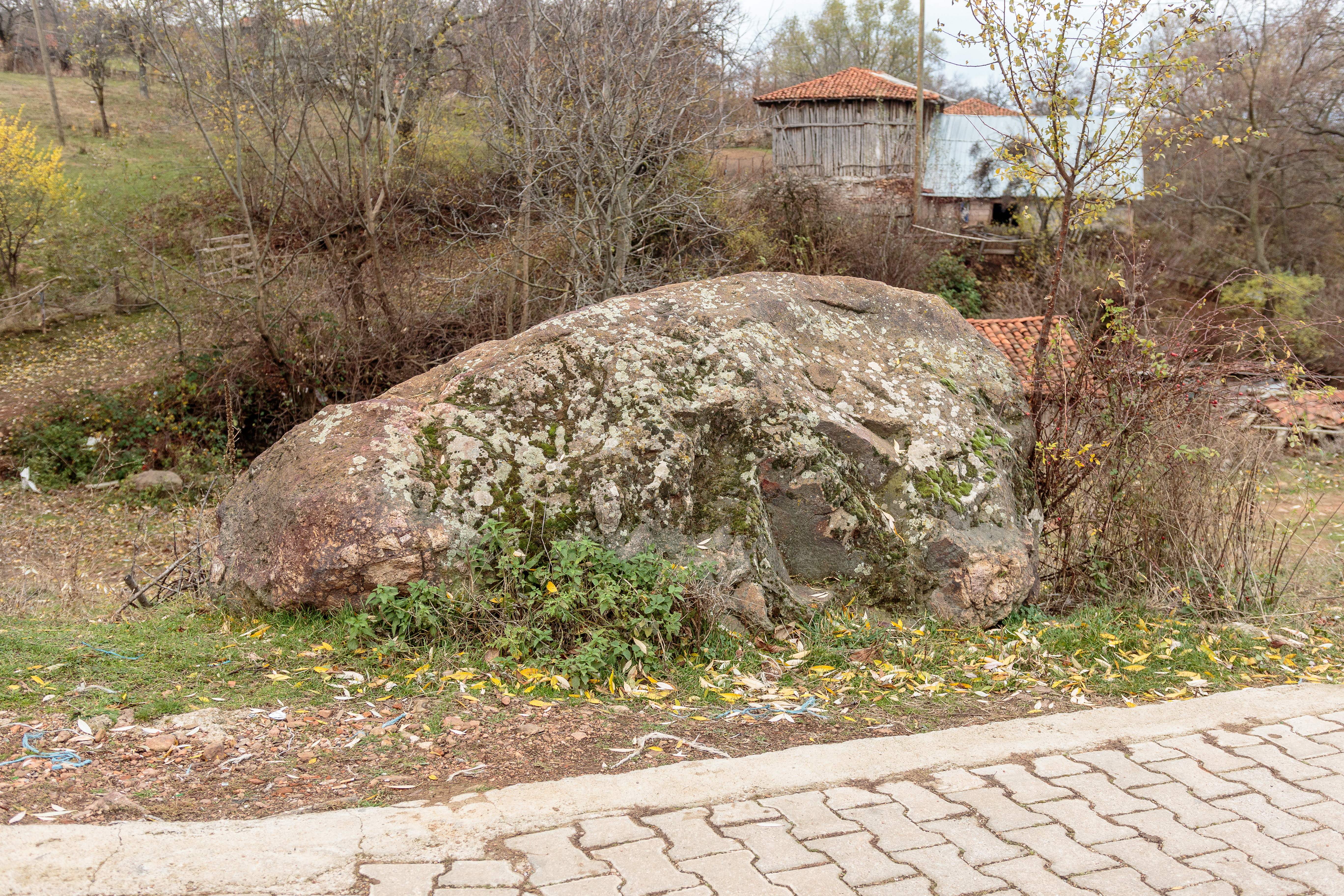

## Demografie
Ve vesnici žije 45 obyvatel.
| Rok          | 1900 | 1905 | 1948 | 1953 | 1961 | 1971 | 1981 | 1991 | 1994 | 2002 |
| ------------ | ---- | ---- | ---- | ---- | ---- | ---- | ---- | ---- | ---- | ---- |
| Obyvatelstvo | 315  | 400  | 416  | 435  | 411  | 356  | 280  | 200  | 170  | 97   |